# Ai Shishime
Ai Shishime (japanisch 志々目愛 Shishime Ai; * 25. Januar 1994) ist eine japanische Judoka. Sie war 2017 und 2021 Weltmeisterin, 2018 Weltmeisterschaftszweite und 2019 Weltmeisterschaftsdritte.

## Sportliche Karriere
Ai Shishime kämpft im Halbleichtgewicht, der Gewichtsklasse bis 52 Kilogramm. 2012 war sie Juniorenasienmeisterin. 2013 gewann sie eine Bronzemedaille bei der Universiade in Kasan. Bei den U21-Weltmeisterschaften 2013 belegte sie den siebten Platz. 
2016 erkämpfte sie den Titel bei den Asienmeisterschaften in Taschkent. Drei Monate später gewann sie in Tjumen ihr erstes Grand-Slam-Turnier. Im Mai 2017 siegte sie bei den Asienmeisterschaften in Hongkong. Drei Monate später bei den Weltmeisterschaften in Budapest bezwang sie im Viertelfinale die Russin Natalja Kusjutina, im Halbfinale Majlinda Kelmendi aus dem Kosovo und im Finale ihre Landsfrau Natsumi Tsunoda.
2018 siegte Ai Shishime beim Grand-Slam-Turnier in Düsseldorf. In Baku bei den Weltmeisterschaften 2018 besiegte sie im Viertelfinale wie im Vorjahr die Russin Kusjutina, im Halbfinale gewann sie gegen die Brasilianerin Érika Miranda. Im Finale traf sie auf ihre sechs Jahre jüngere Landsfrau Uta Abe und verlor. 2019 gewann Shishime das Grand-Slam-Turnier von Paris, wobei sie im Finale ihre Landsfrau Matsumi Tsunoda bezwang. Bei den Weltmeisterschaften 2019 in Tokio unterlag Shishime im Viertelfinale Majlinda Kelmendi, durch Siege in der Hoffnungsrunde über die Britin Chelsie Giles und die Französin Amandine Buchard erkämpfte sich Ai Shishime eine Bronzemedaille. Zwei Jahre später erreichte sie durch einen Halbfinalsieg über die Usbekin Diyora Keldiyorova das Finale der Weltmeisterschaften 2021 in Budapest. Sie gewann den Titel mit einem Sieg über die Spanierin Ana Perez Box. 